# ねがいぼし
「ねがいぼし」は、絢香と三浦大知の2作目のコラボレーション楽曲。2020年7月7日にA stAtionから配信限定シングルとして発売された。

## 概要
2017年に発表した「ハートアップ」以来、二度目のコラボレーション。本作は、新型コロナウイルスの感染拡大による外出規制中に「音楽を通してできること、今しかできないことがあるのではないか」という思いから楽曲制作が始まり、絢香から三浦へ連絡をとり実現した。
まず、両者のSNSでメロディーのみのアカペラ動画を公開。「#ねがいぼし」のハッシュタグからファンの思いや写真などを募り、絢香と三浦が詞を完成させた。さらに、絢香と共にライブや楽曲制作を行ってきたミュージシャンたちが自宅で演奏を行い、その制作過程や進捗状況などを常にSNSにて報告しながらすすめた。
ミュージックビデオは、完成した楽曲とともに「#ねがいぼし」に投稿された画像やファンの歌声とともに歌う絢香と三浦の映像で構成されている。
2020年8月26日、フジテレビ「2020 FNS歌謡祭 夏」にてテレビ初披露された。本作は新型コロナウイルス感染拡大防止策としてリモートで制作が行われた楽曲であったため、声を重ねて歌うのは2人にとっても初めてとなった。

## 収録曲
| #  | タイトル       | 作詞           | 作曲 | 時間 |
| -- | -------------- | -------------- | ---- | ---- |
| 1. | 「ねがいぼし」 | 絢香、三浦大知 | 絢香 | 5:43 |